# Luigi Rizzo (F 595)
Il  Luigi Rizzo è una fregata missilistica della Marina Militare, in servizio dal 20 aprile 2017.
Si tratta della sesta unità della  classe Bergamini e la seconda in configurazione multiruolo dopo la capoclasse.
È la seconda unità della Marina Militare intitolata a Luigi Rizzo, dopo la fregata Luigi Rizzo (F 596), appartenente alla storica classe Bergamini del 1957, la prima portaelicotteri in Italia.
Lo scafo fu impostato presso il cantiere navale Fincantieri di Riva Trigoso a Sestri Levante il 5 marzo 2013 e fu ivi varato il 19 dicembre 2015 alla presenza di Giovanni Toti (presidente della regione Liguria), dell'ammiraglio De Giorgi (capo di S.M. della Marina) e di Giuseppe Bono (a.d. di Fincantieri).
Madrina del varo fu Maria Guglielmina Rizzo, figlia di Luigi, ammiraglio della Regia Marina e medaglia d'oro al valor militare per le azioni coraggiose intraprese in guerra, tra cui l'affondamento della corazzata austro-ungarica Santo Stefano (10 giugno 1918).
Il motto della nave è identico alla precedente: In hoc nomine victoria ("In questo nome è la vittoria").
Lunedì 8 ottobre 2018, a Milazzo, la Fregata Europea Multi Missione Luigi Rizzo (FREMM) della Marina Militare, ha ricevuto la Bandiera di Combattimento, vessillo distintivo di ogni nave militare da guerra.

## La nave e le sue caratteristiche
La nave imbarca una componente di artiglieria con un cannone prodiero da 127/64 mm (in grado di impiegare le munizioni Vulcano) per interdizione navale e obiettivi terrestri a lungo raggio e per il tiro antiaereo; un cannone poppiero sul cielo hangar da 76/62 mm (in grado di impiegare le munizioni Davide e dotato del sistema STRALES), 2 mitragliere OTO/Oerlikon GBM-AO1 da 25/80 mm. Per la parte missilistica i sistemi d'arma sono: 8 missili Teseo Mk2/A per lotta antinave e obiettivi terrestri entro i 180 km; 16 celle VLS Sylver A50 per Aster 15 a corto e medio raggio per l'autodifesa e Aster 30 per la difesa aerea d'area (antiaereo e antimissile). Per la lotta antisommergibile imbarca 6 tubi lanciasiluri in due sistemi tripli B-515 per siluri MU-90 Impact da 324 mm; 1 sistema antisiluro SLAT. Infine imbarca 2 lanciarazzi SCLAR-H.
Sistemi d'arma per la parte radar sono: un radar da scoperta aerea 3D EMPAR Multifunzione Attivo, due radar direzione-tiro NA-25 DARDO-F, un radar da scoperta superficie RASS (RAN-30X-I), un radar per la navigazione Selex ES SPN-730 e due radar per la navigazione GEM-Elettronica MM/SPN-753, un radar IFF SIR M5-PA.
Per la parte Sonar: 1 Thales UMS 4110 CL nel bulbo prodiero, 1 telefono subacqueo Thales TUUM-6 t, 2 sistemi MM/SMQ-765 per la guerra elettronica Nettuno 4100.
Per il comando e controllo due sistemi da combattimento Athena, 21 triple consolle multifunzionali, di cui 19 nella Centrale operativa di Combattimento, 1 sul ponte di comando e 1 nella Sala Comando.
Per la componente elicotteristica imbarcata: 2 SH90 o 1 SH90 ed 1 AW101 muniti di 2 missili Marte antinave o di 2 siluri MU-90 Impact; 1 sistema Curtiss-Wright per l'assistenza agli elicotteri in appontaggio.
Imbarca infine 1 RHIB.

## Attività operativa
Nella notte del 5 aprile 2022, la fregata Luigi Rizzo, impegnata nelle acque del Golfo di Guinea nell’operazione antipirateria denominata Gabinia, ha ricevuto comunicazione di un attacco di pirati ai danni del mercantile Arch Gabriel, battente bandiera delle Isole Marshall. Ha subito fatto intervenire l'elicottero in dotazione con fucilieri della Brigata San Marco, mettendo in atto una serie di azioni che hanno dissuaso i pirati dal persistere nell’attività illecita.

### Video
- Marina Militare - Presentazione FRegate Europee Multi Missione, su YouTube.
- Marina Militare FREMM - Panoramica, su YouTube.
- Marina Militare FREMM - Valenza Operativa, su YouTube.
- Marina Militare FREMM - Approfondimento, su YouTube.
- Marina Militare FREMM - Difesa antiaerea, su YouTube.
- Marina Militare FREMM - Attacco da mare a terra, su YouTube.
- Marina Militare FREMM - Difesa sottomarina, su YouTube.